# Perdita ewarti
Perdita ewarti är en biart som beskrevs av Timberlake 1971. Perdita ewarti ingår i släktet Perdita och familjen grävbin. Inga underarter finns listade i Catalogue of Life.